# Margarin de La Bigne
 (mai 2019).
Margarin de La Bigne ou Marguerin de La Bigne, né vers 1546 à Bernières-le-Patry en Normandie et mort vers 1595, est un théologien français, spécialiste de patristique, éditeur de la première collection en France contenant les écrits des Pères de l’Église et d’auteurs ecclésiastiques, essentiellement en latin. 

## Origines et biographie
Il appartient à la famille des seigneurs de La Bigne dans le diocèse de Bayeux. La filiation certaine de cette famille débute avec Bertrand de la Bigne, écuyer, en 1492. Son fils, Robert de la Bigne, a été anobli en 1522 et ses descendants ont obtenu plusieurs maintenues en la noblesse. 
À cette famille a vraisemblablement appartenu le poète Gace de La Bigne au XIVe siècle. Nicolas de La Bigne, grand maître des eaux et forêts de Normandie au début du XVe siècle ; Marguerin de La Bigne recteur de l’université de Caen en 1493-1494 ; un autre Marguerin, seigneur de Lambosne, mort en 1557, chanoine de Bayeux et abbé d’Ardenne. 
Il a fait des études au collège de Caen, puis à la Sorbonne à Paris où il est reçu docteur en théologie. Il est chanoine de Bayeux, grand doyen du Mans, député aux États généraux de 1576-1577 et aux états de Normandie en 1591.

## Travaux
Ses travaux patristiques sont entièrement placés dans le contexte de la Contre-Réforme catholique : la lutte contre l’hérésie protestante, érigée en priorité absolue par le Concile de Trente qui s’est achevé en 1563, a amené les institutions cléricales à mettre davantage en lumière les fondements orthodoxes de la foi chrétienne, afin de valoriser la tradition religieuse et d’étayer solidement les arguments des théologiens catholiques dans leurs réfutations des idées réformistes. Dans cette optique Margarin de La Bigne entreprend la publication d’une collection rassemblant les textes de plus de 200 auteurs, Sacra Bibliotheca Sanctorum Patrum, publiée à Paris en 1575 en 9 volumes (8 volumes de texte et un index).
Elle sera constamment rééditée et enrichie, avec des variantes pour le titre, tant de son vivant qu’après sa mort, la collection étant continuée par un groupe de professeurs de la Sorbonne :
- Appendix Bibliothecae Sanctorum Patrum, Paris, 1579 ;
- 2e édition, Paris, 1589, 9 vol. : Sacrae Bibliothecae Sanctorum Patrum seu scriptorum ecclesiasticorum probabilium ; se distingue à la fois par l’ajout de nombreux textes, mais aussi par la suppression de plusieurs autres en raison de la censure ecclésiastique ;
- 3e édition, Paris, 1610, 10 vol. : Sacrae Bibliothecae veterum patrum et auctorum ecclesiasticorum ;
- Cologne, 1618-1622, 14 vol. : Magna bibliotheca veterum patrum et antiquorum scriptorum ecclesiasticorum
- Paris, 1624, 11 vol. : Bibliotheca veterum patrum seu scriptorum ecclesiasticorum
- Paris, 1644, 17 vol. : Magna Bibliothéca veterum patrum et antiquorum scriptorum ecclesiasticorum ;
- réimpression, Paris, 1654, 17 vol. ;
- Lyon, 1677, 27 vol. : Maxima Bibliotheca Veterum Patrum, éditée par Philippe Despont ;
- Cologne, 1694.

Chacune de ces éditions comprend des tables et d’index d’une ampleur notable, indispensables pour se retrouver dans ces volumineux ouvrages in-folio.
Certains textes y sont publiés pour la première fois et cette collection a le mérite de mettre à la disposition de tous un grand nombre de traités, souvent courts, qui risquaient d’être oubliés.
Margarin de La Bigne publie aussi :
- les Statuta Synodalia Parisiensium Episcoporum, Galonis Adonis et Willilmi; item Decreta Petri et Galteri, Senonensium Episcoporum, Paris, 1578
- la première édition des œuvres complètes d’Isidore de Séville (Sancti Isidori Hispalensis episcopi opera omnia quae extant..., Paris, Sonnius, 1580, in-folio), qui constitue la base de toutes les autres éditions anciennes des textes de cet auteur.